# Lac Le Jeune, Québec
Lac Le Jeune är en sjö i Kanada.   Den ligger i regionen Mauricie och provinsen Québec, i den sydöstra delen av landet, 280 km nordost om huvudstaden Ottawa. Lac Le Jeune ligger 330 meter över havet. Arean är 0,90 kvadratkilometer. Den sträcker sig 2,8 kilometer i nord-sydlig riktning, och 2,1 kilometer i öst-västlig riktning.
I omgivningarna runt Lac Le Jeune växer i huvudsak blandskog. Runt Lac Le Jeune är det glesbefolkat, med 11 invånare per kvadratkilometer.